# Cheilosia rufimaculata
Cheilosia rufimaculata är en tvåvingeart som beskrevs av Huo, Ren och Zheng 2007. Cheilosia rufimaculata ingår i släktet örtblomflugor, och familjen blomflugor.
Artens utbredningsområde är Sichuan (Kina). Inga underarter finns listade i Catalogue of Life.